# Samuel-Bogumil-Linde-Preis
Samuel-Bogumil-Linde-Preis är ett litteraturpris instiftat 1996 av vänorterna Göttingen i Tyskland och Toruń i Polen. Det är uppkallat efter språkforskaren Samuel Linde och delas ut årligen till två författare, en från Tyskland och en från Polen, som med sina verk har bidragit till förståelse och vänskap mellan de två länderna. 

## Pristagare
- 1996 – Wisława Szymborska och Günter Grass
- 1997 – Zbigniew Herbert och Karl Dedecius
- 1998 – Tadeusz Różewicz och Siegfried Lenz
- 1999 – Ryszard Kapuściński och Christa Wolf
- 2000 – Hanna Krall och Marcel Reich-Ranicki
- 2001 – Jan Józef Szczepański och Henryk Bereska
- 2002 – Andrzej Stasiuk och Friedrich Christian Delius
- 2003 – Włodzimierz Kowalewski och Barbara Köhler
- 2004 – Hubert Orłowski och Klaus Zernack
- 2005 – Paweł Huelle och Hans Joachim Schädlich
- 2006 – Sławomir Mrożek och Tankred Dorst
- 2007 – Ewa Lipska och Sarah Kirsch
- 2008 – Ingo Schulze och Olga Tokarczuk
- 2009 – Adam Zagajewski och Durs Grünbein
- 2010 – Adam Krzemiński och Karl Schlögel
- 2011 – Wiesław Myśliwski och Herta Müller
- 2012 – Andrzej Bart och Stephan Wackwitz
- 2013 – Eustachy Rylski och Brigitte Kronauer
- 2014 – Janusz Rudnicki och Wilhelm Genazino
- 2015 – Stefan Chwin och Marie-Luise Scherer
- 2016 – Kazimierz Brakoniecki och Jan Wagner
- 2017 – Magdalena Tulli och Juli Zeh
- 2018 – Navid Kermani och Małgorzata Szejnert
- 2019 – Christoph Hein och Szczepan Twardoch